# Грефенберг
Грефенберг (њем. Gräfenberg) град је у њемачкој савезној држави Баварска. Једно је од 29 општинских средишта округа Форххајм. Према процјени из 2010. у граду је живјело 4.022 становника. Посједује регионалну шифру (AGS) 9474132.

## Географски и демографски подаци
Грефенберг се налази у савезној држави Баварска у округу Форххајм. Град се налази на надморској висини од 433 метра. Површина општине износи 37,9 km². У самом граду је, према процјени из 2010. године, живјело 4.022 становника. Просјечна густина становништва износи 106 становника/km².

## Међународна сарадња
| Мјесто | Држава    | Врста сарадње | Од    |
| ------ | --------- | ------------- | ----- |
|        | Француска | партнерство   | 1987. |
| Извор  |           |               |       |